# Simbo
Simbo è un'isola di origine vulcanica nella Provincia Occidentale delle Isole Salomone. Si estende su una superficie di 12 km² e si trova 8 km a sudovest dell'isola di Ranongga.
È costituita in realtà da due isole, una piccola isola di nome Nusa Simbo, separata dall'isola principale da una laguna di acqua salata. Insieme le due isole sono chiamate, dalla popolazione locale Mandegugusu, mentre nel resto delle Isole Salomone sono note nel loro insieme come Simbo Simbo comprende il vulcano, tuttora attivo, di Ove. Vi sono inoltre parecchie lagune di acqua salata e un lago di acqua dolce.
Nel XIX secolo l'isola ospitava cacciatori di teste.

## Terremoti
Il 2 aprile 2007 Simbo fu colpita da un grosso terremoto e da uno tsunami. Le onde dello tsunami, alte 12 metri, hanno distrutto due villaggi, provocando la morte di 10 persone. 

## Simbo in letteratura
Pratiche della cultura storica a Simbo sono descritte nel romanzo di Pat Barker, sulla seconda guerra mondiale, The Ghost Road. 
L'autore ha utilizzato le ricerche di Arthur Maurice Hocart e dello psicoanalista William Rivers.